# Magyarnándor, Nógrád
Magyarnándor  este un sat în districtul Balassagyarmat, județul Nógrád, Ungaria, având o populație de 1.181 de locuitori (2011). 

## Demografie
Componența etnică a satului Magyarnándor
     Maghiari (98,42%)
     Alții (1,58%)
Componența confesională a satului Magyarnándor
     Romano-catolici (79,93%)
     Luterani (2,2%)
     Fără religie (1,61%)
     Necunoscută (15,24%)
     Alte religii (1,02%)
Conform recensământului din 2011, satul Magyarnándor avea 1.181 de locuitori. Din punct de vedere etnic, majoritatea locuitorilor (98,42%) erau maghiari.  Din punct de vedere confesional, majoritatea locuitorilor (79,93%) erau romano-catolici, existând și minorități de luterani (2,2%) și persoane fără religie (1,61%). Pentru 15,24% din locuitori nu este cunoscută apartenența confesională.